# Eucheilota maasi
Eucheilota maasi är en nässeldjursart som beskrevs av Neppi och Stiasny 1911. Eucheilota maasi ingår i släktet Eucheilota och familjen Lovenellidae. Inga underarter finns listade i Catalogue of Life.